# 選舉墨水

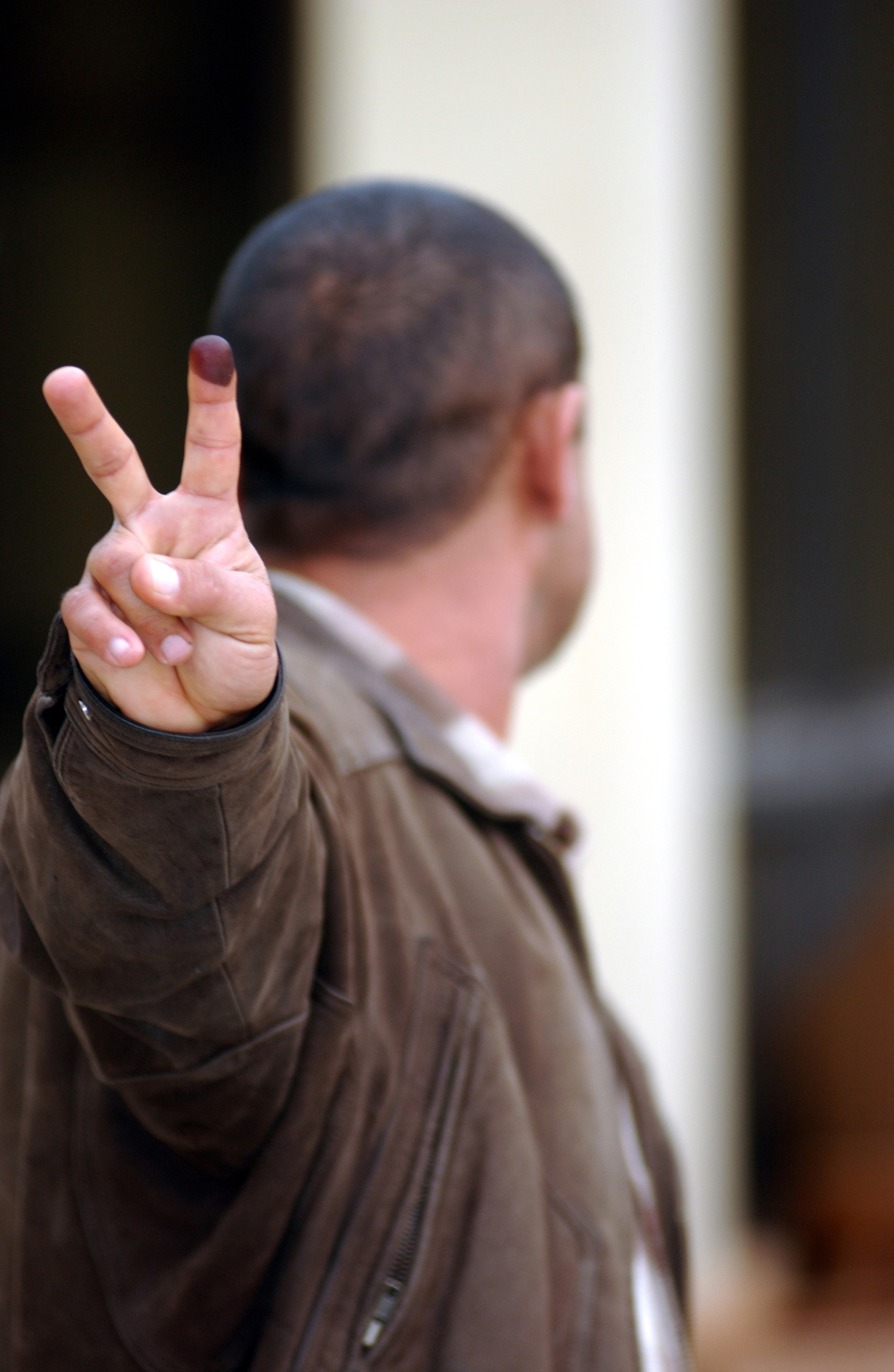
伊拉克選民在2005年1月完成國民議會選舉投票後，手指塗有選舉墨水。

選舉墨水（英語：Election ink），是一種半永久性墨水或染料，選民在投票所完成投票後，由選務人員塗在選民的手指（通常為食指）上，以防止重複投票。對於公民身分證件沒有標準化或制度化的國家來說，這是一種有效防止選舉舞弊的方法。
這種墨水大多含有硝酸銀成份，會滲入皮膚角質層，難以用溶劑或界面活性劑等化學的方式清除，但通常在皮膚上停留72-96小時，在指甲和角質層區域會持續2至4週，之後逐漸消失。

## 使用國家
下列國家在投票時，使用選舉墨水：
- 阿富汗[2]（直到2021年）[3]
- 阿尔巴尼亚[4]
- 阿尔及利亚[5]
- 巴哈马[6]
- 柬埔寨[7][8][9]
- 智利（直到2012年）[10]
- 多米尼克
- 埃及[11]
- [6]
- 印度[12]
- 印度尼西亞[13]
- 伊拉克[14]
- 黎巴嫩[15]
- 利比亞
- 马来西亚[16][17]
- 馬爾地夫[6]
- 墨西哥
- 緬甸[18]
- 尼泊尔[19]
- 尼加拉瓜[20]
- 奈及利亞
- 巴基斯坦[21]
- 秘魯（直到2011年）[22][23]
- 菲律賓[24]
- 圣基茨和尼维斯[25]
- 所罗门群岛[26]
- 南非[27]
- 斯里蘭卡[28]
- 苏丹[29]
- 叙利亚[30]
- 千里達及托巴哥
- 突尼西亞[31]
- 土耳其（直到2009年）[32]
- 委內瑞拉[33]（直到2017年）[34]
- 辛巴威[35]

## 外部連結
- IFES Buyers Guide